# Vanheerdea roodiae
Vanheerdea roodiae là một loài thực vật có hoa trong họ Phiên hạnh. Loài này được (N.E. Br.) L. Bolus ex H.E.K. Hartmann miêu tả khoa học đầu tiên.